# 百町站
百町站（日语：／ Hyakuchō eki */?）是位於福岡縣山門郡三橋町（現時：柳川市），日本國有鐵道（國鐵）佐賀線的鐵路車站（廢站）。

## 歷史
- 1937年（昭和12年）6月10日：國有鐵道佐賀線筑後柳河站至三橋站之間開設此站[1]。當時為客運車站[1]。
- 1944年（昭和19年）11月11日：前一日為最後一天營運[3]。
- 1947年（昭和22年）2月11日：車站重開。開設客運和行李起卸業務[4]，成為一般車站。
- 1971年（昭和46年）10月20日：結束行李起卸業務[5]，成為無人車站[6]。
- 1987年（昭和62年）3月28日：隨著佐賀線全線廢除，此站也被廢除[2]。

## 車站構造
此站為無人車站，設有1面1線的單式月台。

## 現狀
路軌遺址變成了福岡縣道703號柳川筑後線。站內遺址建設了石碑。現時，西鐵巴士船小屋至柳川線「百町」巴士站是在此站遺址附近。

## 相鄰車站
日本國有鐵道（國鐵）
佐賀線
筑後柳河－百町－三橋

## 注腳
1. 1 2 3  「鉄道省告示第177号」《官報》1937年5月28日（國立國會圖書館數碼化收藏）
2. 1 2 3  石野哲 (编). . JTB. 1998: 718-719. ISBN 978-4-533-02980-6 （日语）.
3. ↑  大藏省印刷局 (编). . 官報 (國立國會圖書館數碼化收藏). 1944‐11-10, (5348)  [2024-03-20]. （原始内容存档于2023-01-02） （日语）.
4. ↑  「運輸省告示第22号」『官報』1947年2月10日（國立國會圖書館數碼化收藏）
5. ↑  . 官報. 1971-10-19 （日语）.
6. ↑  . 鐵道公報（日语：鉄道公報） (日本國有鐵道總裁室文書課). 1971-10-19: 4 （日语）.

## 相關項目
- 日本鐵路車站列表 Hi